# (72574) 2001 EJ16
2001 إي جاي 16 (ويعرف أيضًا باسم (72574) 2001 إي جاي 16 وفق تسمية الكوكب الصغير) (بالإنجليزية: 2001 EJ16)‏ هو كويكب ضمن حزام الكويكبات؛ وترتيبه 72574 من حيث الاكتشاف.
اكتُشف هذا الجُرم الفلكي بواسطة تعقب الأجرام القريبة من الأرض في 15 مارس 2001.

## وصلات خارجية
- (72574) 2001 EJ16 في قاعدة بيانات مختبر الدفع النفاث لأجرام النظام الشمسي الصغيرة

- الاكتشاف · مخطط المدار ·  العناصر المدارية · المعلمات المادية

- (72574) 2001 EJ16 على موقع ويكي سكاي: DSS2, SDSS, GALEX, IRAS, Hydrogen α, X-Ray, Astrophoto, Sky Map, Articles and images